# Linchamiento de Robert Mallard
Robert Childs "Big Duck" Mallard (1910 o 1911 - 20 de noviembre de 1948) fue un afroamericano asesinado a tiros y linchado por 20 miembros del Ku Klux Klan en Lyons, condado de Toombs, Georgia. Los acusados de su asesinato fueron absueltos por un jurado enteramente blanco.

## Primeros años de vida

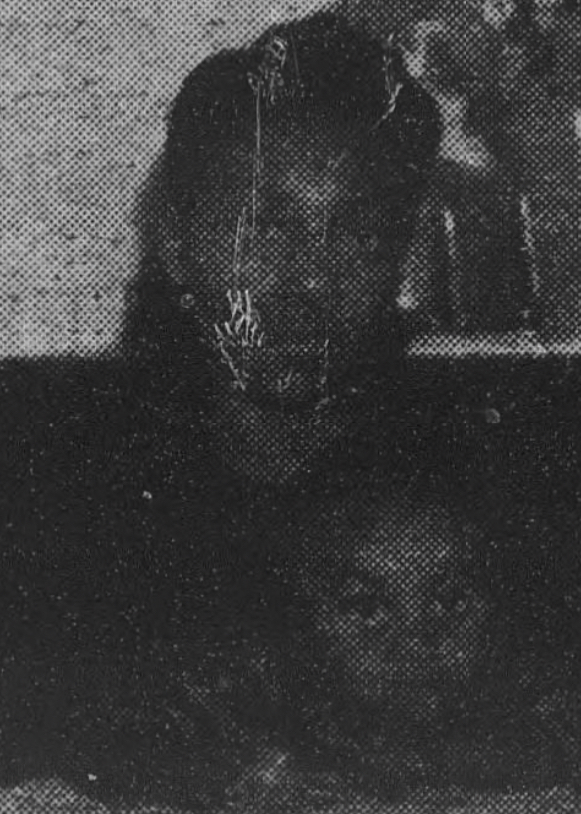
Amy y John Mallard en una publicación de 1949

Robert Childs Mallard nació en 1910 o 1911. Era un vendedor ambulante de ataúdes y trabajaba para la Standard Products Company. Mallard vivía en una granja de 14 hectáreas a orillas del río Altamaha, propiedad del suegro blanco de su esposa, Amy James Mallard. Vivía con ella y su hijo John, de dos años. Amy trabajaba como profesora de primaria.

## Muerte
La noche del 20 de noviembre de 1948, dos semanas después de votar en las elecciones especiales para gobernador de Georgia de 1948, Mallard y Amy conducían de regreso a casa luego de asistir a una recaudación de fondos en una escuela primaria con John y dos primos de Amy: Angelina Carter, de 13 años, y William "Tim" Carter, de 18, en Lyons, condado de Toombs, Georgia. Mallard conducía un Frazer nuevo.  El coche fue detenido por un grupo de hombres con túnicas blancas, miembros del Ku Klux Klan. Mallard detuvo el coche frente a la Iglesia Bautista de Providence y la turba disparó contra el vehículo, que alcanzó a Mallard, matándolo. Cuando el sheriff R. E. Gray llegó al lugar, en lugar de ayudar a Amy, registró su bolso y el vehículo.

## Secuelas
Después del linchamiento, Amy, su hijo, Angelina y William huyeron a Savannah, Georgia, yendo y viniendo entre allí y Jacksonville, Florida . El hermano de Robert, Benjamin F. Mallard, que vivía en California, informó del asesinato a Theodore L. Redding, presidente de la sección de Jacksonville de la NAACP. Redding se lo contó al presidente de la NAACP, Walter White, el cual difundió la información.
El gobernador de Georgia, Herman Talmadge, no ordenó una investigación por parte de la Oficina de Investigación de Georgia. En cambio, envió a dos agentes de policía al funeral de Mallard el 27 de noviembre que arrestaron a Amy y la acusaron del asesinato.
Tras difundirse la información, Joseph Goldwasser, un empresario judío de Cleveland, inició una investigación extraoficial. Su investigación condujo a la policía a cinco personas. Se entregaron, y dos de ellos fueron acusados del asesinato: los miembros del Ku Klux Klan William L. "Spud" Howell y Roderick Clifton. Tras la entrega, se produjeron incendios en la zona comercial de Lyons, de mayoría negra.

## Juicio

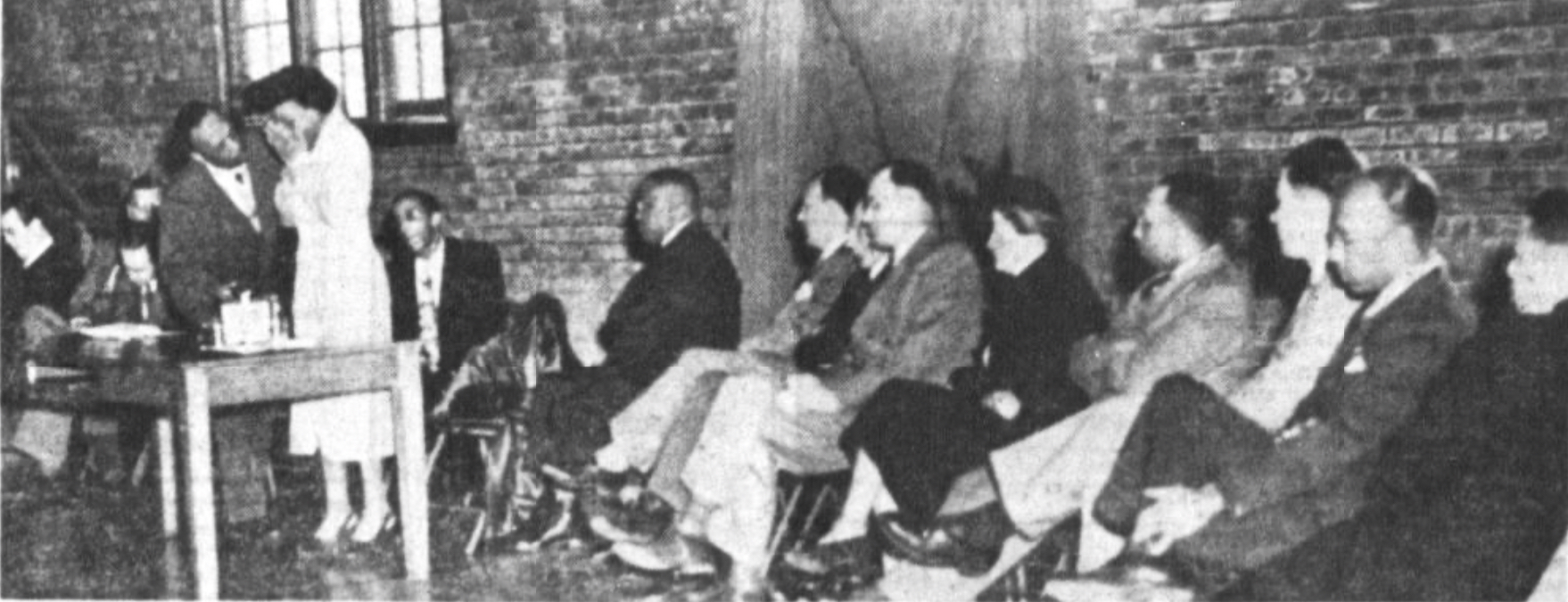
El juicio del asesinato de Robert Mallard. Amy (de pie, vestida de blanco) está llorando

El juicio por el asesinato de Mallard comenzó el 11 de enero de 1949, y tuvo lugar en el juzgado del condado de Toombs. Al comienzo del juicio, el abogado del condado de Toombs, William L. Lanier, presentó a Amy como su única prueba. Amy argumentó que reconoció el coche de Howell y Clifton durante el incidente. Amy se cayó de su silla al suelo y rompió a sollozar. El abogado de Howell y Clifton, Thomas Ross Sharpe, argumentó que Amy estaba armada en el momento del asesinato. También utilizó evidencia de carácter de dos formas: primero, citando a Joseph Golwasser para que declarara y enviando a dos jurados a declarar, una medida que "desafiaba las nociones de la jurisprudencia". Después de 25 minutos de deliberación, Howell fue absuelto por un jurado compuesto exclusivamente por blancos, y los cargos contra Clifton, que fueron separados del juicio, serían posteriormente retirados en un caso de sobreseimiento.

## Legado
Después del juicio, Amy se llevó a sus dos hijos, Doris Byron y John Mallard, y fue a Baltimore, Maryland y Washington, D.C. con miembros de la NAACP para protestar contra la decisión. El 4 de julio de 1949, el hogar de Mallard en Lyons fue supuestamente incendiada por miembros del KKK.
La muerte de Mallard condujo a la creación de la Liga de Votantes Negros de Atlanta.
El caso de Mallard fue incluido en la petición "We Charge Genocide". Amy y Doris la firmaron.